# A Lai

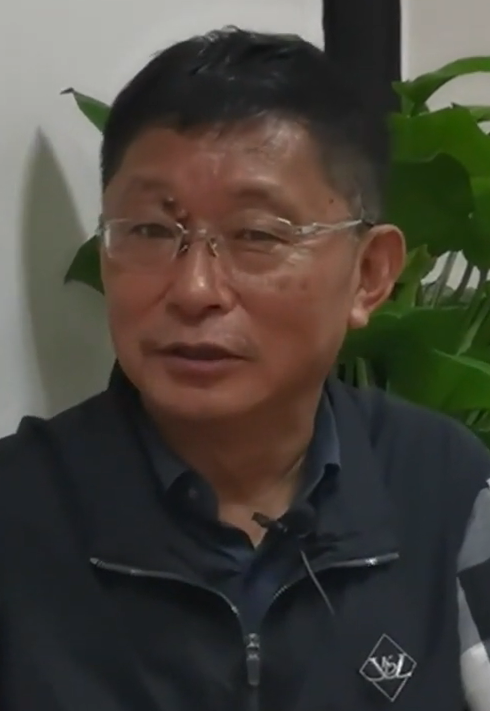
A Lai

A Lai (Chinees: 阿来, Hanyu Pinyin: Ā Lái, Tibetaans ཨ་ལེ་ , Wylie: A-le) (Barkam, 1959) is een Tibetaans-Chinese dichter en schrijver die schrijft in het Chinees.
A Lai werd in 1959 geboren in een Tibetaans dorp in de buurt van Barkam, in het autonome district Ngawa in de provincie Sichuan. Zijn vader was Tibetaan, zijn moeder behoorde tot de Hui. Hij kreeg een opleiding als leraar Chinees en werkte na zijn opleiding korte tijd als leraar. In 1969 trok hij naar Chengdu, waar hij redacteur werd van het tijdschrift 科幻世界 (Kēhuàn shìjiè, Science-Fiction World). A Lai is getrouwd met een Han-Chinese vrouw.
A Lai publiceerde in 1982 zijn eerste gedicht. Drie jaar later kreeg hij een Tibetaanse literaire prijs voor zijn gedicht Zhenxiang ni xinling de chibang (Engelse titel 'Glide the wings of your heart'). In 1989 publiceerde hij onder de titel 旧年的血迹 (Jiùnián de xuèjì, in het Engels: Bloodstains of the Bygone Years) een verzameling van korte verhalen.
In 2000 kreeg hij de prestigieuze Mao Dun-literatuurprijs voor zijn boek Rode papaver (尘埃落定 Chén'āi luòdìng, 1998). Deze roman werd in vele talen vertaald en bracht A Lai internationale roem.
- Bibsys: 8056474
- Bibliothèque nationale de France: cb14466596b (data)
- CiNii: DA10153303
- Gemeinsame Normdatei: 128832304
- International Standard Name Identifier: 0000 0004 3959 3296
- Library of Congress Control Number: nr2001029499
- Nationale Bibliotheek van Letland: 000201611
- Nationale Bibliotheek van Tsjechië: xx0046825
- Nationale bibliotheek van Australië: 41328725
- Nationale Bibliotheek van Israël: 987007297386805171
- Nederlandse Thesaurus van Auteursnamen: 306316234
- Réseau des bibliothèques de Suisse occidentale: 02-A009158078
- Système universitaire de documentation: 071550739
- Virtual International Authority File: 85595741
- WorldCat: E39PBJxGWXj67JkwrPBpHQPqQq